# Autoridade Nacional para Água e Saneamento

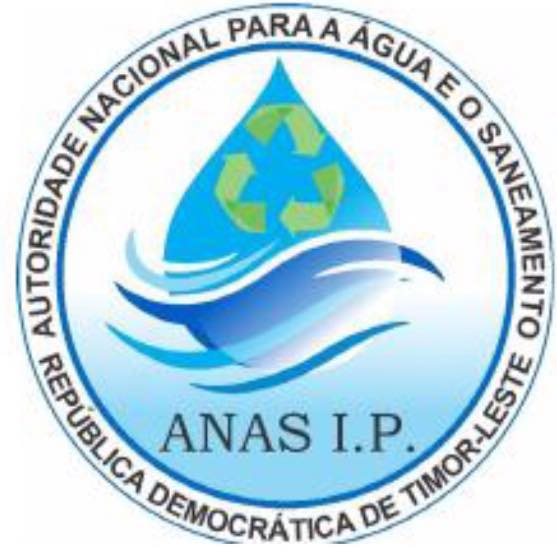
Logo der ANAS

Die Autoridade Nacional para Água e Saneamento ANAS (tetum Autoridade Nasional ba Água no Saneamentu) ist die nationale Behörde für Wasser und Abwasser von Osttimor. Sie ist der Rechtsform nach als öffentliches Institut (portugiesisch Instituto público I.P.) 2020 gegründet worden und dem Ministerium für den öffentlichen Dienst, Transport und Telekommunikation Osttimors unterstellt. Die ANAS hat ihren Hauptsitz in der Aldeia Centro da Unidade (Suco Caicoli) der Landeshauptstadt Dili.
Die ANAS ist für die sektorale Regulierung der öffentlichen Wasserversorgung zuständig. Sie legt die öffentliche Politik und die Pläne für einzelne Sektoren fest und koordiniert die Wassernutzung zwischen den Sektoren, um einen gleichberechtigten Zugang zu Wasser für alle Bürger zu gewährleisten. Die ANAS ist zuständig für die Entwicklung, Umsetzung, Überprüfung und Regelung der erforderlichen Gesetze und öffentlichen Maßnahmen in den Sektoren. Hier arbeitet sie zusammen mit dem öffentlichen Wasserversorgungsunternehmen, der Bee Timor-Leste (BTL). Sie überwacht und gewährleistet die Durchführung der nationalen Politik im Bereich der Wasserressourcen, um deren nachhaltige Nutzung zu gewährleisten, sowie die Überwachung und Beaufsichtigung der folgenden Dienstleistungsbereiche öffentliche Wasserversorgung, kommunale Abwasserentsorgung und Entsorgung fester Hausabfälle.
Die ANAS hat folgende Aufgaben:
1. Unterstützung der Regierung bei der Festlegung der Politik für die Bewirtschaftung von Wasserressourcen, Wasserversorgung und Abwasserentsorgung
2. Ausarbeitung von Vorschlägen für Pläne zur Bewirtschaftung der Wasserressourcen, die dem zuständigen Minister vorgelegt werden
3. Unterstützung der Arbeit des Rates für die Koordinierung der Integrierte Bewirtschaftung der Wasserressourcen
4. Förderung der effizienten Wassernutzung und der Planung der Wassernutzung und der Bewirtschaftung von Wasserressourcen
5. Entwicklung von Vorschlägen für die Schaffung und Abgrenzung, Bestandsaufnahme und Pflege von Flächen für den öffentlichen Wasserhaushalt
6. Koordinierung außergewöhnlicher Maßnahmen auf nationaler Ebene in extremen Dürre- oder Hochwassersituationen
7. Sicherstellung der Überwachung, Kontrolle und Genehmigung der Nutzung von Wasserressourcen in Übereinstimmung mit dem Gesetz;
8. Entwicklung von Vorschlägen für die Regierung von Regulierungsnormen im Bereich der Wasserressourcen, Wasserversorgung und Abwasserentsorgung
9. Regulierung der Wasserversorgung und der kommunalen Abwasserentsorgung sowie der Qualität der von den Verwaltungsstellen für die Nutzer erbrachten Dienstleistungen
10. Sicherstellung der Überwachung, Kontrolle und Zulassung der Tätigkeit der Betreiber von Wasserversorgungs- und Abwassersysteme
11. Unterstützung der Regierung bei der Überwachung, Kontrolle und Sensibilisierung der Verbraucher für die korrekte Nutzung der Wasserversorgungs- und Abwasserentsorgungssysteme
12. Ausübung der Funktionen als zuständige Behörde für die Wasserqualität, um es für den menschlichen Gebrauch zu nutzen
13. Entwicklung von Vorschlägen für die Regierung die Festlegung und Aktualisierung von Tarifen, Gebühren und Vergütungen für öffentliche Dienstleistungen, die von den Verwaltungseinheiten des Sektors erbracht werden
14. Entwicklung von Vorschlägen für die Regierung zur Schaffung und Aktualisierung einer Sanktionsregelung für Schäden und missbräuchliche Nutzung in Gebieten des öffentlichen Wasserhaushalts, der Wasserressourcen und der öffentlichen Wasserversorgungs- und Abwassersysteme
15. Überwachung der Entwicklungen in diesem Sektor und der Umsetzung der strategischen Pläne